# Pronto Airways
Pronto Airways LP, діюча як Pronto Airways — канадська авіакомпанія місцевого значення зі штаб-квартирою в місті Саскатун, провінція Саскачеван, виконує регулярні пасажирські, чартерні та вантажні авіаперевезення з невеликих аеропортів провінції.
Портом приписки авіакомпанії і її головним транзитним вузлом (хабом) є Аеропорт Прінс-Елберт (Гласс-Філд), основним пунктом призначення — Міжнародний аеропорт Саскатун імені Джона Дж. Діфенбейкера.
Авіакомпанія входить до складу авіаційного холдингу West Wind Aviation.

## Історія
Pronto Airways LP була утворена на початку 2006 року і почала комерційні авіаперевезення 1 лютого того ж року з виконання регулярних пасажирських рейсів з міста Принс-Елберт і населені пункти Пойнт-Норт, Вулластон-Лейк і Ля-Ронж.
15 березня 2006 року в маршрутну мережу авіакомпанії додалися аеропорти міст Саскатун і Стоуні-Рапідс.

## Маршрутна мережа
Станом на 30 червня 2009 року маршрутна мережа авіакомпанії Pronto Airways включала в себе наступні аеропорти:
- Нунавут[2]
  - Бейкер-Лейк — Аеропорт Бейкер-Лейк
  - Ранкін-Інлет — Аеропорт Ранкін-Інлет
- Саскачеван
  - Пойнт-Норт — Аеропорт Пойнт-Норт
  - Прінс-Елберт — Аеропорт Прінс-Елберт (Гласс-Філд)
  - Саскатун — Міжнародний аеропорт Саскатун імені Джона Дж. Діфенбейкера
  - Стоуні-Рапідс — Аеропорт Стоуні-Рапідс
  - Ураніум-Сіті — Аеропорт Ураніум-Сіті
  - Вулластон-Лейк — Аеропорт Вулластон-Лейк
  - Реджайна — Міжнародний аеропорт Реджайна

## Флот
За даними офіційного сайту авіакомпанії в березні 2010 року повітряний флот Pronto Airways становили такі літаки:
- 2 Beechcraft 1900[3] (реєстраційні номери C-GPRT і C-GPRZ)